# Ranunculus acris
Ranunculus acris, comúnmente botón de oro o hierba belida, es una de las especies del género Ranunculus más comunes de las regiones templadas de Europa y Asia, donde crece en lugares húmedos de montaña.

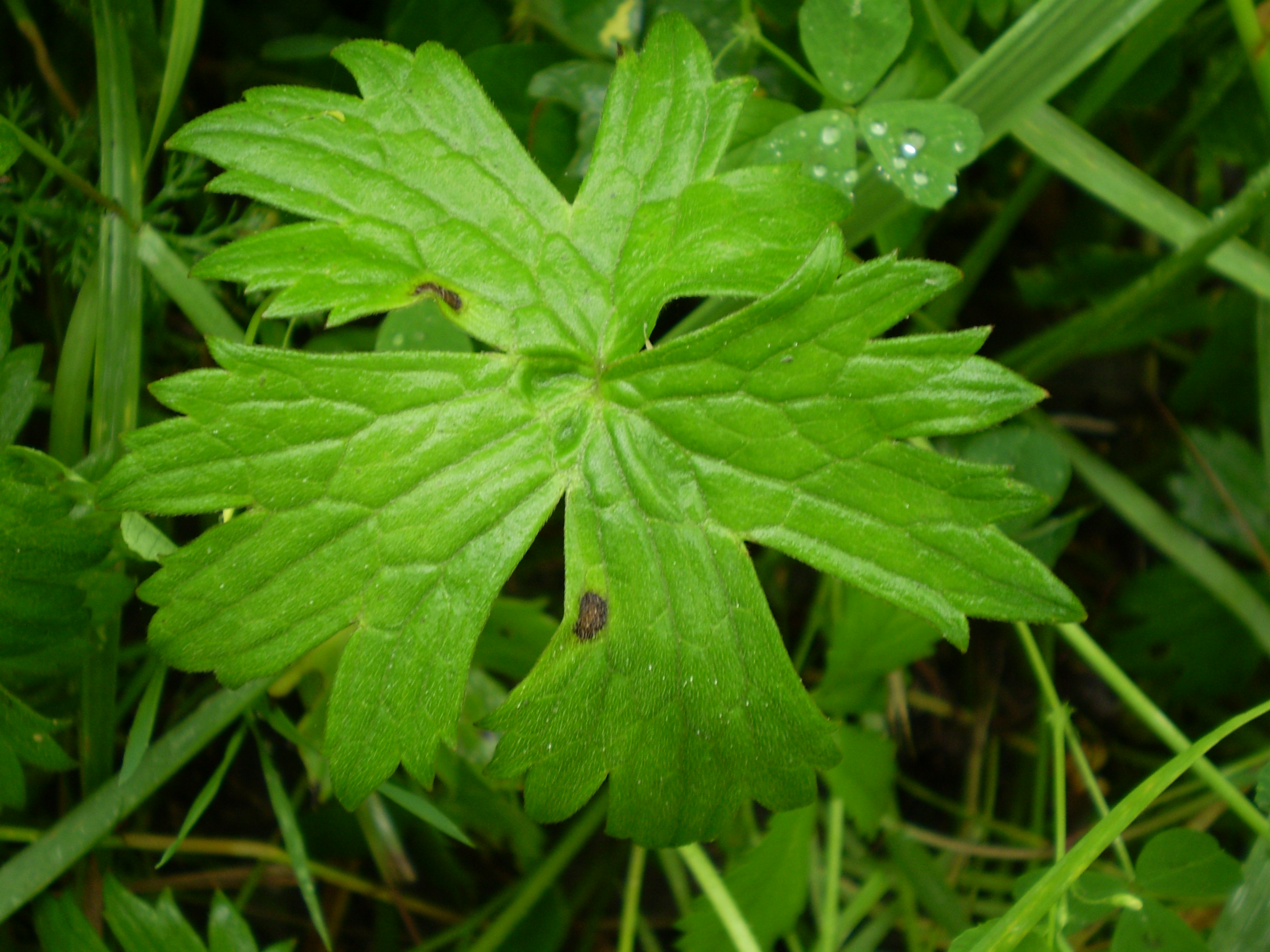
Detalle de la hoja

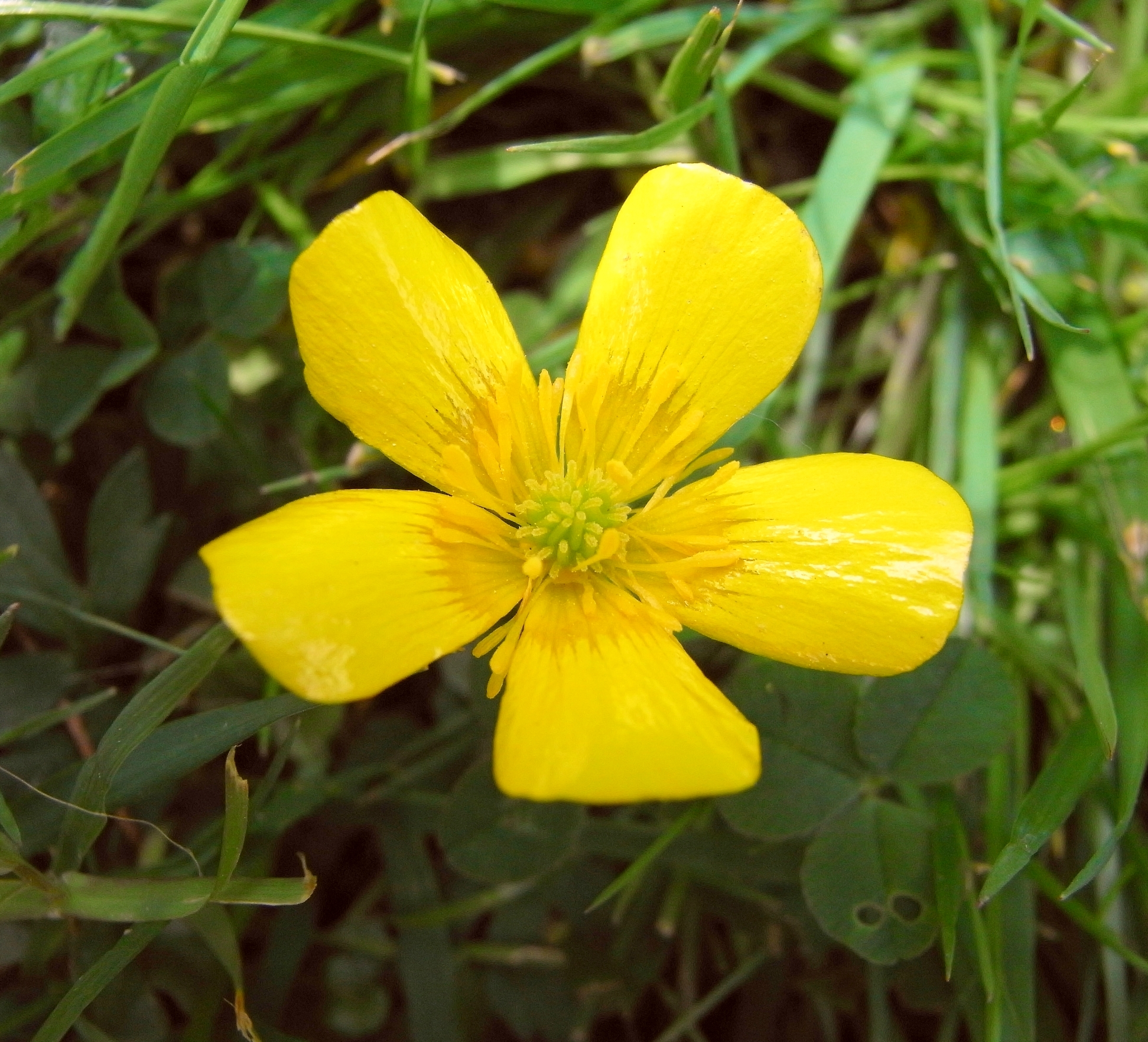
Detalle de la flor

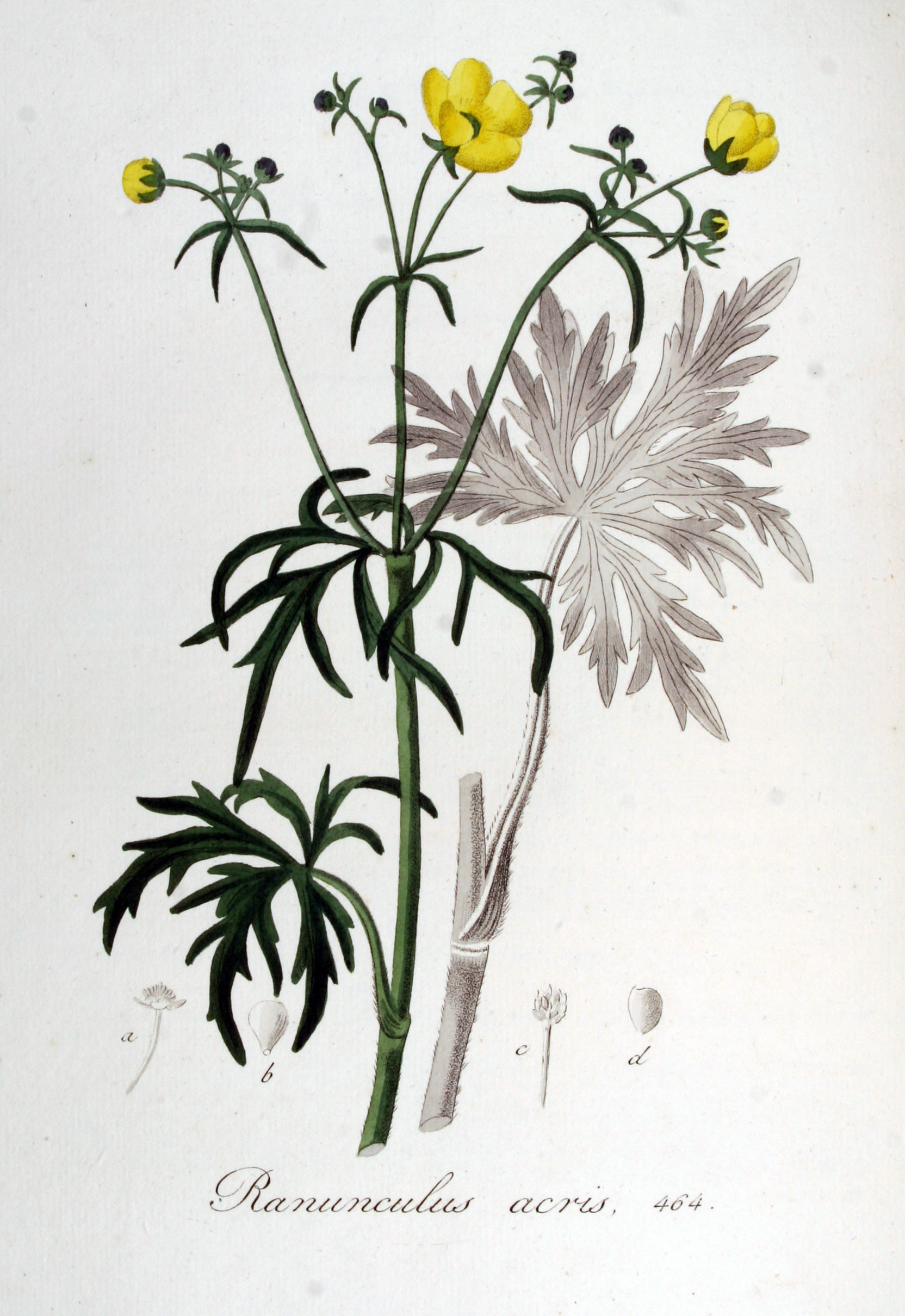
Ilustración

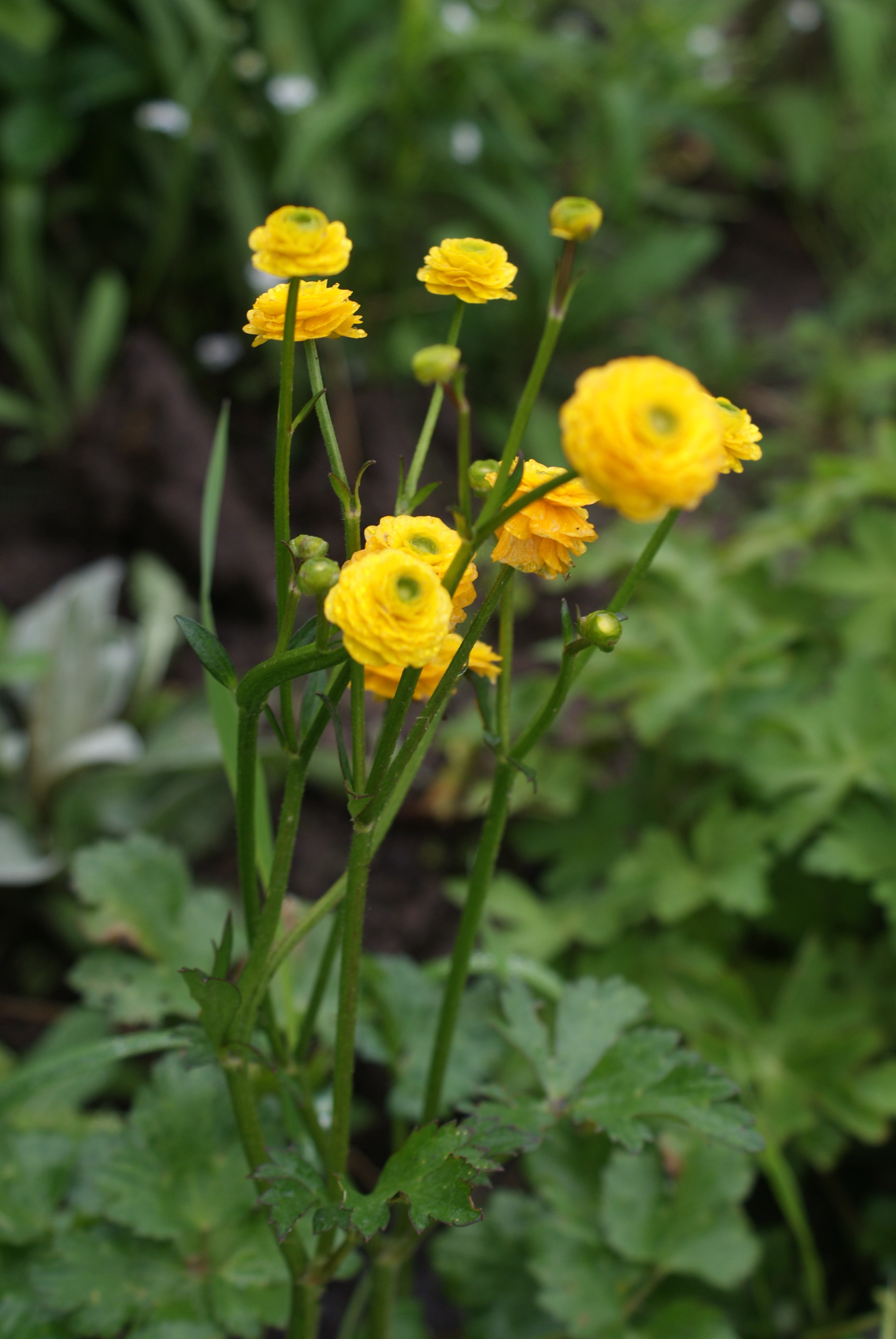
Vista de la planta

## Descripción
Es una planta herbácea perenne que alcanza 30-70 cm de altura. Raíz gruesa que anualmente emite varios tallos erectos y redondos. Las hojas son palmeadas y con fuertes divisiones, en su mayoría brotan directamente de la raíz. Las flores de color amarillo brillante tienen cinco pétalos y gran cantidad de estambres.

## Propiedades
- Se ha utilizado en el tratamiento de la gota y el reumatismo.
- Vía externa se usa para tratar las verrugas.
- En homeopatía su tintura se usa para tratar herpes, eczemas, erisipela, ciáticas, artritis y rinitis.
- Es venenosa por lo que no se recomienda su uso sin prescripción médica.

Estas plantas contienen  anemonina, una sustancia muy tóxica para los animales y los seres humanos. De hecho, los herbívoros pastan las hojas de estas plantas con gran dificultad, y solo después de un buen secado que evapora las sustancias más peligrosas. Incluso las abejas evitan libar su néctar. En la piel humana estas plantas pueden crear ampollas ( dermatitis ), mientras que en la boca pueden causar dolor intenso y ardiente de las membranas mucosas.

## Taxonomía
Ranunculus acris fue descrita por Carlos Linneo y publicado en Species Plantarum 1: 554. 1753.
Citología
Número de cromosomas de Ranunculus acris (Fam. Ranunculaceae) y táxones infraespecíficos: 2n=14
Etimología
Ver: Ranunculus
acris: epíteto latino que significa "agudo, picante".
Variedades
- Ranunculus   acris   proles   stipatus (Jord.) Bonnier
- Ranunculus acris proles steveni (Andrz. ex Besser) Bonnier
- Ranunculus acris proles boreanus (Jord.) Bonnier
- Ranunculus acris var. nigromaculatus N.H.F.Desp.
- Ranunculus acris var. napellifolius (Crantz) N.H.F.Desp.
- Ranunculus acris var. multifidus DC.
- Ranunculus acris var. lanuginosus N.H.F.Desp.
- Ranunculus acris proles stipatus (Jord.) Rouy & Foucaud
- Ranunculus acris proles pascuicola (Jord.) Rouy & Foucaud
- Ranunculus acris proles rectus (Boreau) Rouy & Foucaud
- Ranunculus acris subsp. boreanus (Jord.) Syme

Sinonimia
- Ranunculus steveni Andrz. ex Besser
- Ranunculus tomophyllus Jord.
- Ranunculus stipatus Jord.
- Ranunculus steveni auct.Gall. non Andrz. in Besser
- Ranunculus rivularis Arv.-Touv.
- Ranunculus rectus Jord. ex Boreau
- Ranunculus pascuicolus Jord.
- Ranunculus napellifolius Crantz
- Ranunculus cammarifolius Arv.-Touv.
- Ranunculus boreanus Jord.
- Ranunculastrum vulgatum Fourr.
- Ranunculastrum nemorivagum Fourr.
- Ranunculastrum boreanum (Jord.) Fourr.
- Ranunculus lanuginosus Scop.
- Ranunculastrum acre (L.) Fourr.[7][8]

## Nombres comunes
- Castellano: botón de oro, botón de oro común, centella, hierba bellida, liras, mayas, pata de gallina, patagallina, patayoba de la pradera, ranúnculo acre, yerba de los chapazales.[9]